# ログアウト冒険文庫
ログアウト冒険文庫（ログアウトぼうけんぶんこ）はアスペクトが刊行していたライトノベル系の文庫レーベル。

## 概要
1993年10月創刊。ほぼ同時期に当時、アスペクトの親会社であったアスキーが刊行していたテーブルトークRPG誌『LOGOUT』を基盤としていた。
ライトノベル市場へは後発参入であり、アスキーグループ自身の文芸部門についてのノウハウや人脈が極めて貧弱であったことから作家の確保にも苦しむことになり、人材育成もままならなかった。そのため、アスキーが雑誌出版を通じて一定の伝を持っていたアニメ業界やゲーム業界の人材に執筆を依頼した作品が多いが、それゆえにアニメ・ゲーム産業の人間が片手間に書いているライトノベルというレーベルのイメージが根強く、それ以外の独自色を打ち出すことができなかった。既存のライトノベルレーベルとの競合でも書店の文庫棚のスペース確保さえ苦戦する状態で、他社作品の影に隠れる形で注目が得られず、ヒット作にも恵まれなかった。
1995年12月に『LOGOUT』が販売不振のために休刊（事実上廃刊）。旗艦誌を失いながらも文庫レーベルは細々と存続したものの、その後、イメージチェンジを意図してログアウト文庫にリニューアルする。
なお、会社としての流れからは、エンターブレインのファミ通文庫がログアウト冒険文庫の系譜を汲んでいるものと見ることができる。

## ログアウト冒険文庫作品

### あ行
- 暁のビザンティラ（上/下）
- 悪魔城ドラキュラ 悪魔の血 血の悪夢1
- 遊んでて悪いか!!
- アドバンスト・ウィザードリィRPG／ルールブック
- アドバンスト・ウィザードリィRPG／パワーアップキット
- アドバンスト・ウィザードリィRPG／モンスターマニュアル
- アドバンスト・ウィザードリィRPG／モンスターマニュアル2
- アドバンスト・ウィザードリィRPGリプレイ／冒険者・失格!
- アプロス天空の章 巣と風の母
- イースI 天界へそびえし魔塔
- イースII 天空にひそみし魔帝
- イースIII 友にささげる鎮魂歌
- イースIV 樹海に沈みし魔宮（上/下）
- イースV さまよえる砂の都（上/中）※下巻のみファミ通ゲーム文庫より発売
- イースRPGリプレイ 真・の〜てんき伝説
- イースRPGリプレイ 真・お気楽伝説
- ヴァンパイア
- ウィークエンド・ひーろー 放課後の英雄
- ウィザードリィ・ベイン・オブ・ザ・コズミック・フォージ 呪われし聖筆
- ウィザードリィ異聞 リルガミン冒険奇譚
- ウィザードリィ異聞 続リルガミン冒険奇譚
- ウィザードリィ異聞 続々リルガミン冒険奇譚
- ウィザードリィ正伝 トレボーと黄金の剣
- ウィザードリィ外伝 女王アイラスの受難
- ウィザードリィ外伝II 砂の王
- ウィザードリィ・サーガ上 狂王の血脈
- ウィザードリィ・サーガ中 大帝の魔都
- ウィザードリィ・サーガ下 隻眼の吸血鬼
- ウィザードリィ短編集 六人の冒険者
- ウルティマアンダーワールド
- 運命の風アラベスク・ファンタジー
- 8マンニュージェネレーション
- 英雄志願・冒険少女編 天狗onジパング
- 英雄志願・電脳バトル編 イメージング・カイン
- 王の地図

### か行
- 架空幻想都市上
- 架空幻想都市下
- 風の惑星のチキンダイブ
- 学校であった怖い話上
- 学校であった怖い話下
- 仮免巫女トモコ
- 仮面巫女トモコ2裏切りの玄武院
- 黒十字戦記Iニセ被害者同盟
- ゴーストハンターRPG
- ゴーストハンターRPGシナリオ 月光のクリスタル
- ゴーストハンターRPGリプレイ 黒き死の仮面
- ゴーストハンターRPGリプレイ アポルオンを呼ぶ声
- ゴーストハンターシリーズ2 パラケルススの魔剣上
- ゴーストハンターシリーズ2 パラケルススの魔剣下
- 紺碧の少女―南洋の奪取作戦1943

### さ行
- SAMURAIブレードしゃべくり妖刀道
- ザ・キング・オブ・ファイターズ'95
- サプリメント上エセルナート大脱出
- シャイニング・ウィズダム
- シルヴァ・サーガ光と闇の伝説
- シンジケート
- 真ウィザードリィRPGノベル 風雲のズダイ・ツァ1 ズダイ・ツァ奴隷行
- 真ウィザードリィRPGノベル 風雲のズダイ・ツァ2 ズダイ・ツァ逃避行
- 真ウィザードリィRPGノベル 風雲のズダイ・ツァ3 ズダイ・ツァ決死行
- 真ウィザードリィRPGリプレイ 異境への扉
- 真ウィザードリィRPGリプレイ 戦乱の序曲
- 真ウィザードリィRPGリプレイ 奇跡の4人組
- 真ウィザードリィRPG改訂版ルールブック
- 真ウィザードリィRPGサプリメント上 エセルナート大脱出
- 真ウィザードリィRPGサプリメント下 新世界へ!
- 真・魔韻の書上魔影の巻
- 真・魔韻の書下魔韻の巻
- 真・女神転生RPG世紀末サバイバル・ガイド
- 真・女神転生RPGリプレイ魔性の傀儡
- 真・女神転生if...
- 魔界の扉 真・女神転生II TRPGリプレイ
- 紅蓮の夜 真・女神転生II TRPG誕生篇ジャンプスタート・キット
- 真・女神転生エル・セイラム1
- 真・女神転生エル・セイラム2
- 真・女神転生エル・セイラム3
- 真・女神転生エル・セイラム4

### た行
- ダービースタリオンIII殺人事件
- 大地母神テラ・マーテル1落人伝説
- 大地母神テラ・マーテル2ひいな
- 大地母神テラ・マーテル3復活の時
- ダウン・ザ・ワールドシナリオノベル
- ダウン・ザ・ワールドテーブルトーク
- 鉄人伝説怒涛の巨乳編
- 鉄人伝説野望の巨乳編
- 天地創造
- トーキョーNOVAリプレイ ふりむけば死
- 猟犬たちの午後トーキョーNOVA The 2nd edition
- TRPG100のシナリオ

### は行
- バイストン・ウェル物語ガーゼィの翼
- バイストン・ウェル物語ガーゼィの翼2
- バイストン・ウェル物語ガーゼィの翼3
- バイストン・ウェル物語ガーゼィの翼4
- バイストン・ウェル物語ガーゼィの翼5
- 覇王の拳ガデュリン辺境編
- 白狼伝 赤い夕陽の快男児
- ひと夏の経験値
- ビヨンド・ザ・ビヨンド
- たたかえっ!ヒーローマン
- かがやけっ!ヒーローマン
- はしれっ!ヒーローマン
- 風雲黙示録格闘創世
- プラネッツオブドラゴン
- ブランディッシュ・アレス呼び覚ます運命
- フロントミッション最前線報告
- 放課後奇譚RPG
- 冒険はセーラー服をぬいでから
- 炎と氷のバトルスペース

### ま行
- マジック・マスター赤い髪の魔女
- 深沢電機有限会社
- ミリティア消滅の大地

### や行
- やさしい夜の瞳
- 闇の騎士団
- 夢巫女・美緒

### ら行
- 真・聖刻 熱き疾風猛き思慕
- 真・聖刻 疾風かける戦野（上/下）
- 神聖刻記 ブリーダーズ・ワース（上/下）
- レディストーカー過去からの挑戦
- 六覇国伝エンジュのお嬢
- 六覇国伝カラクの女神
- 六覇国伝セイガの歌姫
- 六覇国伝ユナンの天女